# Янушкевич, Александр Сергеевич
Алекса́ндр Серге́евич Янушке́вич (3 августа 1944 — 26 ноября 2016) — советский и российский литературовед, историк литературы.

## Биография

### Происхождение и семья
Отец Александра Янушкевича, Сергей Александрович Янушкевич (1913—1981), окончил Московский институт физической культуры. Участник Великой Отечественной войны; после ранения и демобилизации работал инструктором по труду, охотоведом. Мать, Мария Николаевна Янушкевич (урождённая Буйновская, 1918—2002), окончила Куйбышевское педагогическое училище, работала учителем начальных классов в школе № 6 Куйбышева.
Жена — Ольга Борисовна Лебедева (р. 1953), литературовед. Окончила историко-филологический факультет Томского государственного университета, доктор филологических наук, профессор кафедры русской и зарубежной литературы Томского государственного университета.
Дочь — Мария Александровна Янушкевич (р. 1976), филолог, редактор. Окончила филологический факультет Томского государственного университета, кандидат филологических наук. Работала старшим преподавателем кафедры языкознания и классической филологии Томского государственного университета, редактором издательства «Росмэн». С 2006 года по совместительству — доцент факультета филологии Высшей школы экономики. Сотрудничала с компанией Johnson & Johnson и Институтом экономических стратегий Российской академии наук. С 2006 года — корректор и выпускающий редактор, затем ответственный редактор журнала «В мире науки», переводчик.

### Детство, учёба в Томском государственном университете
Учился в школе № 1 Куйбышева. В школе посещал литературный кружок и кружок иностранных языков, выступал с докладами и лекциями. Окончил школу в 1961 году с золотой медалью и в том же году поступил на филологическое отделение историко-филологического факультета Томского государственного университета, где учился у В. Н. Азбукина, Н. Ф. Бабушкина, Ф. З. Кануновой, Н. Н. Киселёва, В. Н. Касаткиной, В. В. Палагиной, Д. Л. Соркиной и др. В 1966 году окончил университет с отличием по специальности «Русский язык и литература» с квалификацией «филолог, учитель русского языка и литературы». Дипломную работу на тему «Гоголь и Гофман: проблема жанрового взаимодействия» защитил под руководством Ф. З. Кануновой.

### Работа в средней школе и в Томском государственном университете
После окончания университета два года с 1966 по 1968 год работал учителем русского языка и литературы Бакчарской средней школы (Томская область). В 1968 году поступил в аспирантуру кафедры русской и зарубежной литературы историко-филологического факультета Томского государственного университета. Во время учёбы в аспирантуре руководил научным студенческим кружком и факультативными занятиями в Томской средней школе № 32, был редактором стенгазеты историко-филологического факультета ТГУ «Литературные осколки». В 1971 году в диссертационном совете Томского государственного университета защитил диссертацию на соискание учёной степени кандидата филологических наук на тему «Особенности прозаического цикла 1930-х и „Вечера на хуторе близ Диканьки“ Н. В. Гоголя» под руководством Ф. З. Кануновой. Официальными оппонентами на защите выступили В. И. Кулешов и Д. А. Иванов.
С 1971 года после окончания аспирантуры работал на кафедре последовательно лаборантом (1971—1972), ассистентом (1972—1973), доцентом (1973—1981), старшим научным сотрудником (докторантом) (1981—1983), доцентом (1983—1987), профессором (1987—1991), заведующим (с 1991). В 1977 году был утверждён в учёном звании доцента кафедры русской и зарубежной литературы ТГУ. В 1985 году в Московском государственном университете имени М. В. Ломоносова защитил диссертацию на соискание учёной степени доктора филологических наук на тему «Романтизм В. А. Жуковского как художественная система». Научным консультантом диссертации выступила Ф. З. Канунова, официальными оппонентами — В. Н. Аношкина, Ю. В. Манн, Б. Т. Удодов. В 1989 году был утверждён в учёном звании профессора кафедры русской и зарубежной литературы. По совместительству был ведущим научным сотрудником, руководителем Лаборатории проблемы изучения и издания творчества наследия В. А. Жуковского филологического факультета Томского государственного университета.
Помимо работы увлекался библиофильством, кино, театром; в качестве активного отдыха — прогулками по лесу и собиранием грибов.

### Смерть
Погиб в дорожно-транспортном происшествии на 62-м километре автомобильной трассы Томск — Колпашево.

## Преподавательская деятельность и деятельность в сфере образования
В Томском государственном университете в разное время читал курсы: «История русской литературы XVIII века», «История русской литературы первой трети XIX века», «История русской критики», «История русской журналистики», «История зарубежной литературы эпохи Романтизма», «История зарубежной литературы XX века»; спецкурсы: «Проза Пушкина: генезис и поэтика», «Особенности русского прозаического цикла», «Поэзия В. А. Жуковского и его современников», «Жанровое своеобразие прозы Н. В. Гоголя», «Русская литература первой половины XIX века в зеркале общественно-философской мысли (от поздних масонов до ранних славянофилов)».
Также в 2001 году читал лекции во Всероссийской междисциплинарной школе молодых ученых «Картина мира: язык, философия, наука». С 2013 года в рамках проекта «Открытый университет» читает бесплатные лекции, посвящённые творчеству знаменитых русских и зарубежных писателей, поэтов, философов.
А. С. Янушкевич и его жена О. Б. Лебедева — координаторы договора о сотрудничестве между Томским государственным университетом и Неаполитанским университетом от ТГУ. По их инициативе между двумя университетами был начат обмен студентами и началось изучение итальянского языка на филологическом факультете ТГУ.
Янушкевич создал программу для средней школы «История литературы Сибири». Учебное пособие «В. А. Жуковский: семинарий» (Москва, 1988) было допущено Министерством просвещения СССР в качестве учебного пособия для студентов вузов.
Янушкевичем подготовлено 34 кандидата филологических наук, 4 из которых затем стали докторами наук. Среди его учеников — Н. Е. Никонова, Н. Е. Генина, В. С. Киселёв.

## Научная деятельность
Считается представителем томской литературоведческой школы и возглавлял её до смерти в 2016 году. Его учитель Фаина Канунова характеризовала его как «крупного исследователя теории жанра, жанрообразования, мотивологии». Ему, по словам Кануновой, «принадлежит существенный вклад в исследование литературного процесса в России XIX в., в частности русского романтизма, творчества Н. В. Гоголя и его рецепции в XX в., творчества В. А. Жуковского, изучаемого в широком контексте мировой культуры».
Область научных интересов — проблемы русской литературы XVIII—XIX века, история русско-европейских литературных связей. Занимался русской прозой 1820—1930-х годов, дал теоретическое и историко-литературное обоснование прозаическому циклу, связанному с именами Василия Нарежного, Антония Погорельского, Александра Бестужева, Владимира Одоевского, Александра Пушкина, Николая Гоголя; в кандидатской диссертации провёл типологическое изучение прозаического цикла «Вечеров на хуторе близ Диканьки» как формы времени. В монографии о прозаическом цикле описал истоки прозаического цикла в литературе XVIII века (сатирическая журналистика, Михаил Чулков, Иван Крылов, Николай Карамзин), проблемы взаимосвязи прозаического и лирического циклов, вопросы западноевропейской традиции (от «Декамерона» Джованни Боккаччо до романтических циклов Эрнста Теодора Амадея Гофмана).
С 1975 года вместе с другими учёными кафедры русской и зарубежной литературы Томского государственного университета под руководством Ф. З. Кануновой занялся изучением личной библиотеки Василия Жуковского, хранящейся в библиотеке университета. Работы Янушкевича о Жуковском-читателе вошли в 3-томную коллективную монографию «Библиотека В. А. Жуковского в Томске» (Томск, 1978—1988). Результатом изучения творчества Жуковского стала защита Янушкевичем в 1985 году диссертации на соискание учёной степени доктора филологических наук на тему «Романтизм В. А. Жуковского как художественная система». А. С. Янушкевич совместно со своей женой О. Б. Лебедевой — организатор и ответственный редактор издания Полного собрания сочинений В. А. Жуковского в 20 томах. В 2006 году Янушкевич издал книгу «В мире Жуковского», в которой объединил образы Жуковского-мыслителя и Жуковского-поэта, дал свою оценку философским и историческим убеждениям Жуковского, опубликовал новые материалы из библиотеки и архива поэта.
С 1991 года по приглашению руководителя Вуппертальского проекта (Германия) Льва Копелева Янушкевич участвовал в создании серийного издания «Россия и Германия в зеркале друг друга», опубликовав в нём пять статей на немецком языке. По итогам этой работы им совместно с О. Б. Лебедевой была издана в Германии монография «Германия в зеркале русской словесной культуры». Янушкевич и Лебедева — инициаторы проведения международной конференции «Россия-Италия-Германия: литература путешествий» на базе Новосибирского государственного педагогического университета, Томского государственного университета и Университета Салерно.
В 1980—1990-е годы занимался сибиреведением, опубликовав ряд статей по истории сибирской критики и журналистики XVIII — начала XIX века и о деятельности редактора «Сибирского вестника» Г. И. Спасского. Янушкевич создал программу для средней школы «История литературы Сибири» и руководил изданиями проекта «Русские писатели в Томске».
Председатель докторского диссертационного совета (русская литература, русский язык) при Томском государственном университете, член докторского диссертационного совета в Дальневосточном федеральном университете. Принимал участие в работе научных конференций по творчеству Василия Жуковского (Санкт-Петербург — Москва, 1983), истории масонства (Москва, 1995), проблемам литературных жанров (Томск, 1971—2001), истории сибирской критики и журналистики (Новосибирск, 1975—1981), мотивологии (Новосибирск, 1981—2001), международных конгрессов «История русских понятий нового времени» (Бамберг, Германия, 2001), «Каприйский миф в славянских культурах» (Неаполь — Капри, Италия; 2002), истории русской критики и журналистики (Саратов, 2000) и других.
По специальному приглашению Немецкого научного фонда работал в архивах и книгохранилищах Германии (Бамберг, Мюнхен, Кёльн, Дрезден, Гамбург, 1994). Избирался членом ученого совета и методической комиссии филологического факультета ТГУ, членом Головного совета по филологии Министерства образования Российской Федерации, членом редколлегии межвузовских сборников «Проблемы метода и жанра» (1980—1998).
Действительный член Академии гуманитарных наук

## Награды, звания, премии

### Награды
- Медаль Пушкина (17 января 2005 года) — за достигнутые трудовых успехи и многолетнюю плодотворную деятельность[3][6]
- Медаль «За заслуги перед Томским государственным университетом» (1998)[3]
- Серебряная медаль «В благодарность за вклад в развитие Томского государственного университета» (2009)[3]

### Звания
- Соросовский профессор (1994, 1995)[3]
- Заслуженный ветеран труда Томского государственного университета[3]
- Заслуженный профессор Томского государственного университета (с 2014)[3]

### Премии
- Лауреат Государственной премии РСФСР в области науки и техники (1991)[3]
- Лауреат премии Томской области в сфере образования и науки (1995, 2000, 2001)[3]
- Лауреат премии Томского государственного университета (1985, 1987, 1988, 2004)[3]